# Lanxess Arena
Lanxess Arena (oprindeligt Kölnarena) er en idrætshal i Köln, Nordrhein-Westfalen, Tyskland. Med en samlet kapacitet på 20.000 er det den største indoor-arena i hele Tyskland. Lanxess-Arena er også den største ishockeyarena i hele Europa.
Den bruges primært af VfL Gummersbach (håndbold), Kölner Haie (Ishockey), og som en koncertsal.
Arenaen er kalibreret af en stål arch støtte tag via stålkabler. Højden af buen er 76 m og dens vægt er 480 tons.

## Alle koncerter og arrangementer siden 1998
Lanxess Arena har været en af de øverste underholdningssteder i Köln siden dens åbning. Mange internationale kunstnere har udført på stedet, der spænder over en bred vifte af musikgenrer.
- Depeche Mode (1998, 2001)
- Elton John (1998, 2000)
- Prince (1998, 2011)
- Kiss (1999)
- Bruce Springsteen (1999, 2006)
- Scorpions (1999, 2010)
- Backstreet Boys (1999, 2005)
- Aerosmith (1999, 2007)
- Whitney Houston (1999)
- Mariah Carey (2000)
- Ricky Martin (2000)
- Bob Dylan (2000)
- AC/DC (2000)
- Britney Spears (2000, 2011)
- U2 (2001)
- Roger Waters (2002, 2007)
- Shakira (2002, 2007, 2010)
- Westlife (2003)
- Paul McCarthney (2003, 2009)
- Christina Aguilera (2003)
- David Bowie (2003)
- Justin Timberlake (2003, 2007)
- Metallica (2003, 2009)
- Pink (2004, 2006, 2009)
- Shania Twain (2004)
- Anastacia (2004, 2005)
- Kylie Minogue (2005, 2008)
- Destiny´s Child (2005)
- George Michael (2006)
- Gwen Stefani (2007)
- Take That (2007, 2015)
- Spice Girls (2007)
- Celine Dion (2008)
- Nickelback (2008, 2012)
- Coldplay (2008)
- Tina Turner (2009)
- Green Day (2009)
- Leonard Cohen (2009)
- Muse (2009, 2015)
- Cliff Richard (2009)
- Rammstein (2009)
- Sting (2010)
- Michael Bublé (2010, 2012)
- Linkin Park (2010)
- The Eagles (2011)
- Red Hot Chilli Pepers (2011, 2016)
- Rihanna (2011)
- Lena Meyer-Landrut (2011, 2013)
- 30 Seconds to Mars (2011)
- Snow Patrol (2012)
- Madonna (2012, 2015)
- Deep Purple (2012)
- Adel Tawil (2013)
- Justin Bieber (2013, 2016)
- Beyoncé (2014)
- Peter Gabriel (2014)
- Mliey Cyrus (2014)
- Lady Gaga (2014)
- Katy Perry (2015)
- Taylor Swift (2015)
- Adele (2016)
- 5 Seconds of Summer (2016)
- Drake (2017)
- Phil Collins (2017)

### Internationale arrangementer
- VM i ishockey 2017
- VM i ishockey 2010
- VM i håndbold 2007
- Final four-stævne i EHF Champions League 2010, 2011, 2012 og 2020 [3]

## Billeder
- Hallen set fra det sydlige tårn i Kölnerdomen
- Indvendige ved håndboldindretning
- Udsigt fra toppen